# Irene (moglie di Costantino V)
Irene nata Tzitzak (in greco Ειρήνη?, Τζιτζάκ; ... – 750) è stata un'imperatrice bizantina, prima moglie di Costantino V e madre di Leone IV il Cazaro.

## Biografia
Nel 732, l'Impero romano d'Oriente era costantemente minacciato militarmente dal califfato omayyade. Leone III inviò degli ambasciatori al khagan Bihar, sovrano dei Cazari affinché i due stati concordassero un'alleanza anti-islamica. L'accordo avvenne e la figlia del khagan, Tzitzak, fu data in matrimonio al figlio di Leone, Costantino. 
Tzitzak venne scortata fino a Costantinopoli per la celebrazione del matrimonio. La celebrazione avvenne quando Costantino aveva quattordici anni, Tzitzak doveva essere molto più giovane in quanto dovettero passare diciotto anni prima che ella partorì. Tzitzak divenne cristiana e fu battezza con il nome di Irene. 
Teofane Confessore nelle sue cronache riporta che Irene imparò a leggere i testi religiosi. Lo storico la descrive come una donna pia e la contrappone all'empietà del suocero e del marito:
Comunque c'è da ricordare che Teofane era iconodulo e perciò avverso alle azioni e all'iconoclastia di Leone e Costantino; egli supportava Irene anche per l'iconodulia di lei. 
Leone III morì il 18 giugno 741 e Costantino V gli succedette al trono con Irene come sua imperatrice consorte. La guerra civile scoppiò quasi immediatamente poiché Artavasde, cognato di Costantino, rivendicò il trono per se stesso. La guerra durò fino al 2 novembre 743 e il ruolo di Irene in questi due anni non è descritto da Teofane. 
Il 25 gennaio 750 nacque il primo ed unico figlio di Costantino ed Irene: Leone, che sarebbe divenuto imperatore con il nome Leone IV, meglio conosciuto come il Cazaro. Dopo la nascita di Leone nelle cronache non si fa più menzione di Irene e l'anno successivo al parto, il 751, Costantino aveva già contratto matrimonio con un'altra donna: Maria. Lynda Garland ha suggerito che Irene sia morta di parto. 